# Sint-Waltrudiskerk (Bergen)
De collegiale Sint-Waltrudiskerk in Bergen is een kerk, gebouwd in de stijl van de Brabantse gotiek, die gewijd is aan de patroonheilige van de stad, Sint-Waltrudis.   
De eerste steen van de kerk, oorspronkelijk ontworpen door de architect Jan Spijkens, werd gelegd in het jaar 1450 op last van het kapittel van Sint-Waltrudis. Vanaf 1457 werd de leiding van de pas begonnen werkzaamheden toevertrouwd aan Matthijs de Layens, die zich liet inspireren door de Sint-Pieterskerk te Leuven. Er werd aan doorgewerkt tot in 1686, maar de stilistische eenheid van het gebouw heeft daar niet onder geleden. Met zijn 16e-eeuwse glasramen en de beroemde Car d'or, een rijkelijk versierde, vergulde praalwagen uit 1780, met het reliekschrijn van de heilige Waltrudis, die ieder jaar in processie door de stad gereden wordt tijdens de Doudou, is het interieur van de kerk bijzonder merkwaardig. In de 16e eeuw kreeg de kerk er een opmerkelijk kunstwerk bij: een albasten doksaal versierd met renaissancebeeldhouwwerk van de plaatselijke kunstenaar Jacques Dubrœucq. Het doksaal zelf werd tijdens de Franse revolutie in 1797 vernield, maar enkele beelden en bas-reliëfs konden worden hersteld en zijn her en der opgesteld in het koor, de dwarsbeuk en de zijkapellen.  